# Achemine, Mauritania
Achemine este o comună din departamentul Néma, regiunea Hodh Ech Chargui, Mauritania, cu o populație de 3.012 locuitori.